# 堀江翔太
堀江 翔太（ほりえ しょうた、1986年〈昭和61年〉1月21日 - ）は、日本のラグビー指導者、元ラグビー選手。日本代表としてワールドカップに4大会連続で出場し、2023-24シーズンまで埼玉パナソニックワイルドナイツに所属した。2025年8月1日から同チームのFWコーチを務める。

## 略歴・人物
大阪府吹田市出身。せんりひじり幼稚園卒園。吹田市立千里新田小学校卒業。吹田市立南千里中学校卒業。
- 現役時代のポジションはフッカー(HO)
- 日本代表キャップは76

### 年譜
- 2001年（平成13年） - 2004年 大阪府立島本高等学校ラグビー部[3]
- 2004 - 2008年 帝京大学ラグビー部　4年次は主将。大学選手権でベスト4
- 2008年　三洋電機ワイルドナイツに所属。
- 2008 - 2009年 ニュージーランド・カンタベリーアカデミーに留学。
- 2009年　三洋電機ワイルドナイツに再加入。日本代表でカナダとのテストマッチで初キャップ。トップリーグのベスト15に選出される。
- 2010年　トップリーグの年間最優秀選手（MVP）に選出される。2年連続でベスト15に選出される。
- 2011年　ラグビーワールドカップ2011の日本代表に選ばれる[4]。なおワールドカップでは3試合に出場した。
- 2013年　スーパーラグビーのレベルズに入団。
- 2014年　パナソニック ワイルドナイツで主将を務め、ジャパンラグビートップリーグ及び日本選手権で優勝、初の二冠達成。
- 2015年　首の手術を行うため、同年のスーパーラグビーへの参加を断念する[5]。またラグビーワールドカップ2015の日本代表に選ばれる。[6]
- 2016年、新たにスーパーラグビーに参加するサンウルブズの初代キャプテンに務めることとなった。
- 2019年、ラグビーワールドカップ2019の日本代表に選ばれる[7]。
- 2022年5月29日、所属する埼玉パナソニックワイルドナイツがジャパンラグビーリーグワンの初代王者となり、翌日のリーグワンアワード2022において、MVPだけでなく、ベストフィフティーン、選手が選ぶプレーヤー・オブ・ザ・シーズンを受賞した[8]。
- 2023年12月6日 - リーグワン3期目2023-24シーズン限りで現役引退することを表明した[9]。
- 2024年5月26日、リーグワン2023-24シーズン決勝戦の出場を最後に、引退した[10][11]。トップリーグ出場回数122[12]、リーグワン出場回数48[13]、通算170。
- 2024年6月22日、ロンドンのトゥイッケナム・スタジアムで、バーバリアンズとフィジー代表が対戦。堀江はバーバリアンズに招集され、ラストプレイを行った[14][15][16]。
- 2024年8月23日、埼玉パナソニックワイルドナイツのアンバサダー就任を発表[17][18]。
- 2025年8月1日、埼玉パナソニックワイルドナイツのフォワードコーチに就任[2]。

## 受賞歴

### ジャパンラグビートップリーグ
- 2009-10トップリーグベスト15
- 2010-11トップリーグベスト15 リーグ戦MVP
- 2011-12トップリーグベスト15
- 2013-14トップリーグベスト15
- 2014-15トップリーグベスト15
- 2015-16トップリーグベスト15 リーグ戦MVP
- 2017-18トップリーグベスト15

### ジャパンラグビーリーグワン
- 2022 リーグワンベスト15 MVP プレーヤー・オブ・ザ・シーズン (DIVISION 1)
- 2022 ベストフィフティーン（HO）
- 2022 プレーヤー・オブ・ザ・シーズン（DIVISION 1）

## 出演
テレビ番組
- スポーツ×ヒューマン「第1回 トトはラガーマン ラグビー日本代表 堀江翔太」（2019年4月1日、NHK BS1）[19][20]
- しゃべくり007（2019年4月22日、日本テレビ）
- 踊る!さんま御殿!!（2019年6月18日、日本テレビ）
- 嵐にしやがれ（2019年11月23日、日本テレビ）

CM
- プラスワン[21]
- 大正製薬『リポビタンD』「諦めない強さ」篇（2019年）
- パナソニック「宅配ボックス コンボライト」[22] 共演：稲垣啓太、福岡堅樹、松田力也